# Justin Njinmah
Justin Gideon Njinmah (sinh ngày 15 tháng 11 năm 2000) là một cầu thủ bóng đá chuyên nghiệp người Đức hiện đang thi đấu ở vị trí tiền đạo cho câu lạc bộ Werder Bremen tại Bundesliga.

## Sự nghiệp thi đấu
Njinmah là sản phẩm của 2 lò đào tạo trẻ Eimsbütteler TV và Holstein Kiel. Ngày 6 tháng 1 năm 2022, anh ta ký hợp đồng với SV Werder Bremen, nhưng đã bị đem cho mượn tại Borussia Dortmund II. Anh ta ra mắt đội bóng vào ngày 17 tháng 1 năm 2022 trong chiến thắng 3–1 trước SV Waldhof Mannheim.

## Đời tư
Sinh ra tại Đức, Njinmah là người gốc Nigeria.